# Roundhay

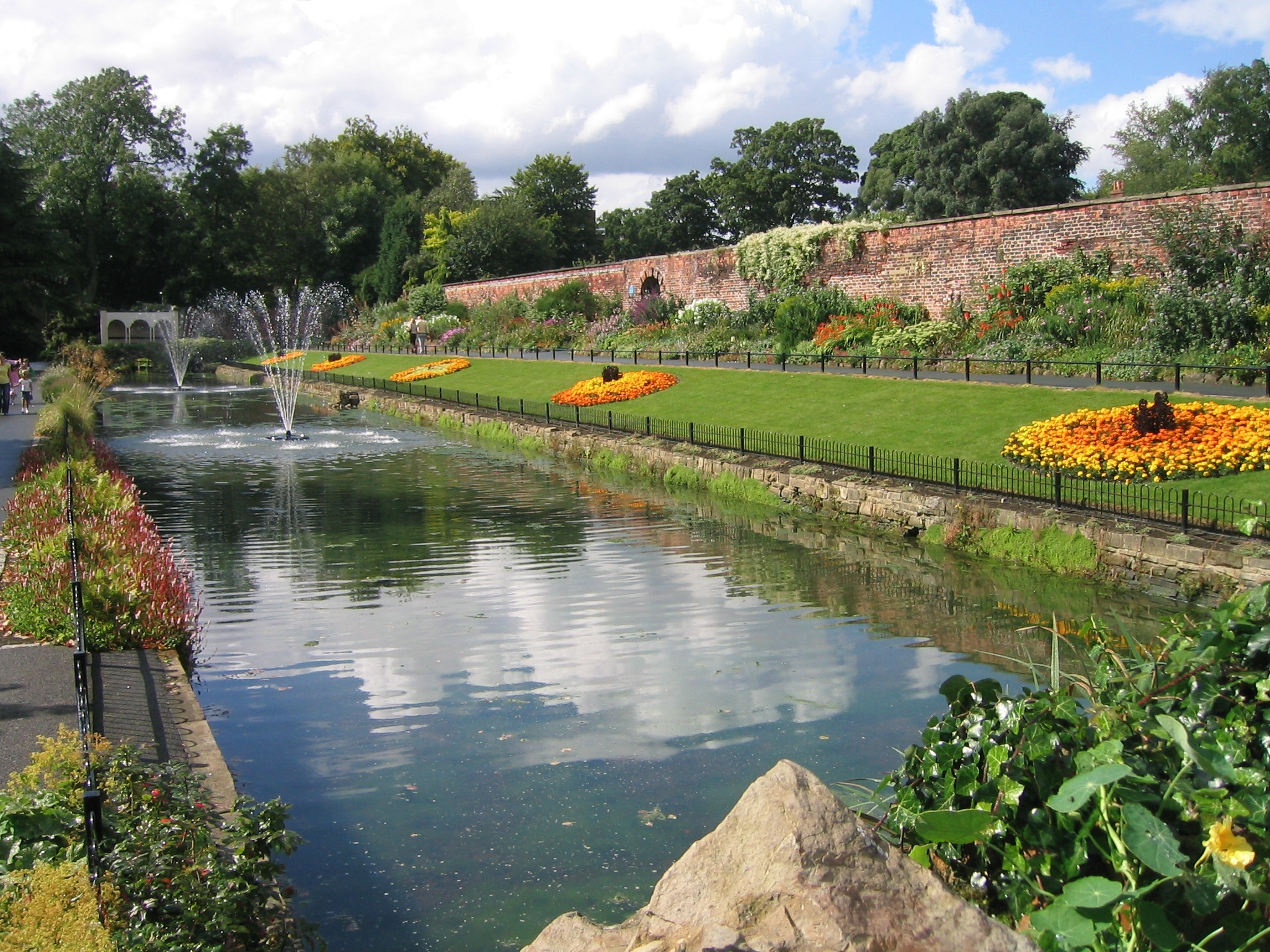
Canal Gardens

Roundhay è un sobborgo di lusso di Leeds, West Yorkshire, Inghilterra, che è caratterizzato da un grande parco, il parco di Roundhay.
Il più antico filmato conosciuto, il Roundhay Garden Scene, è stato registrato nella zona nel 1888.